# Yves Chaland
Yves Chaland   (6è arrondissement de Lió, 3 d'abril de 1957 - 13è districte de París, 18 de juliol de 1990) fou un dibuixant de còmics francès. Amb Ted Benoit, Serge Clerc i Floc'h, va innovar als anys vuitanta, l'estil de la línia clara a França amb una estètica retro i alhora posmoderna.

## Biografia

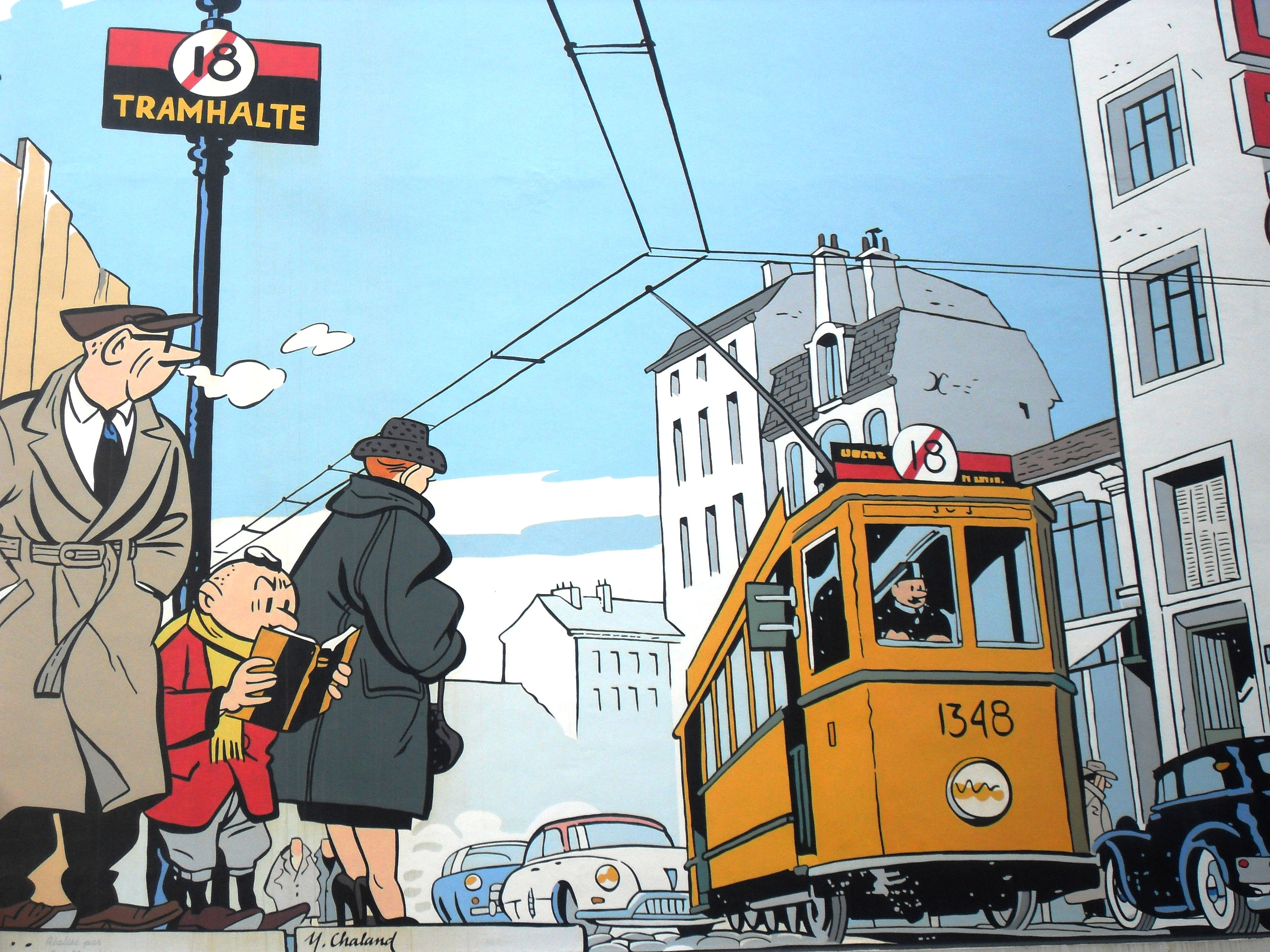
Le Jeunne Albert en el mural de l'edifici d'un carrer de Brussel·les.

Des de molt jove, Chaland es va sentir atret pels còmics. Quan tenia 17 va publicar les seves primeres vinyetes al fanzín Biblipop. Del 1975 al 1980, va estudiar a l'Escola de Belles Art de Saint-Étienne i va crear amb el seu company Luc Cornillon el fanzín L'Unité de Valeur. L’any 1978 va conèixer l'escriptor i editor Jean-Pierre Dionnet que el va contractar per a les seves revistes de còmics Métal Hurlant i Ah Nana, de l'editorial Les Humanoïdes Associés. Aquests primers còmics d'ambientació retro anys cinquanta, es van recollir en l'àlbum Captivant (1979), realitzat mà a mà amb Luc Cornillon. L’any 1980 va dibuixar al cowboy baixet i maldestre John Bravo per a la revista Astrapi, malgrat que l'edició en àlbum no va aparèixer fins al 1987 i al mateix any va participar com a colorista a l'Incal Noir, el primer volum de la sèrie L'Incal de Jean Giraud (Moebius) i Alejandro Jodorowsky. Tot seguit va venir Bob Fish, un detectiu hard-boiled que va treure àlbum al 1981. L'obra va ser guardonada als Premis Saint-Michel de 1982.
Aquell mateix any va dibuixar la historieta Le Testament de Godefroid de Bouillon protagonitzada pel què seria el seu personatge més popular, Freddy Lombard, un antiheroi amb look de Tintín descurat. En aquest cas, els seus companys no són l'inseparable fox terrier i el mariner malhumorat, sinó un amic capsigrany (Weep) i una joveneta moderna però assenyada (Dina). El personatge va donar peu a una sèrie de cinc àlbums, dos dels quals foren traduïts al català.
Per a Métal Hurlant va crear el personatge Adolphus Claar (1982) publicat també en català. Els seus dibuixos bellugadissos i divertits ambienten un futur de l'any 2060 dominat per la tecnologia.
Métal Hurlant va començar a publicar al 1982 l'humor negre de Le jeunne Albert, un personatge canalla, tan murri com malvat, que viu a les Marolles, una zona a l'extraradi de Brussel·les.

#### L’Spirou d’Yves Chaland
L’editorial Dupuis va contactar amb Chaland a l'època de renovació de la sèrie Spirou et Fantasio, i el resultat va ser la publicació a Spirou de l’aventura titulada Coeurs d’acier (1982). Tanmateix, la redacció va interrompre la història derivant el personatge a l’equip format per Tome i Janry. Decebut, Chaland no va poder continuar el seu projecte que era un sentit homenatge als seus ídols Franquin i Jijé, amb un estil retro anys cinquanta. Cœurs d'acier té dos volums, el primer conté les tires publicades a Spirou i el segon textos de Yann il·lustrats per Chaland, completant la història. Una nova edició que combina els dos àlbums va ser llançada a França al 2008.
Paral·lelament a la seva faceta com a ninotaire, Chaland va fer molts encàrrecs d'il·lustració publicitària amb el seu estil de dibuixos espurnejants i "retromoderns".
Chaland va morir en un accident automobilístic a Paris el 18 de juliol de 1990 a l’edat de 33 anys.

## Obra
- Captivant, Les Humanoïdes associés 1979
- Bob Fish, Les Humanoïdes associés 1981
- Adolphus Claar (1982), Les Humanoïdes Associés / Norma (1985) (en català)
- Les aventures de Freddy Lombard, Les Humanoïdes associés

1. Le Testament de Godefroid de Bouillon (1981). Iara edicions (en català)
2. Le cimetiere des elefants (1984). Editorial Complot (en català)
3. La Comète de Carthage (1986).
4. Vacances à Budapest (1988).
5. F-52 (1990).

- Le jeunne Albert, Les Humanoïdes Associés 1985
- John Bravo, Carton Editions 1987
- Spirou et fantasio. Coeurs d'acier, Dupuis 1990 / Dibbuks 2016